# کارسون پیکت
کارسون پیکت (انگلیسی: Carson Pickett؛ زادهٔ ۱۵ سپتامبر ۱۹۹۳) بازیکن فوتبال اهل ایالات متحده آمریکا است.
از باشگاه‌هایی که در آن بازی کرده‌است می‌توان به باشگاه فوتبال اورلندو پراید، بریزبن رور، باشگاه فوتبال رین، و واشینگتن اسپیریت اشاره کرد.
وی همچنین در تیم‌های ملی فوتبال United States women's national under-17 soccer team و زیر ۲۳ سال زنان ایالات متحده آمریکا بازی کرده‌است.